# 리얼리티 랩스
리얼리티 랩스(Reality Labs)는 Quest와 같은 가상 현실 헤드셋을 포함한 가상 현실(VR) 및 증강 현실(AR) 하드웨어 및 소프트웨어와 Horizon Worlds와 같은 메타버스 플랫폼을 생산하는 Meta Platforms(구 Facebook Inc.)의 비즈니스이다. Reality Labs는 Palmer Luckey, Brendan Iribe, Michael Antonov 및 Nate Mitchell이 Oculus Rift로 알려진 비디오 게임을 위한 VR 헤드셋을 개발하기 위해 2012년에 설립한 회사인 Oculus의 기업 후계자이다. Oculus는 Kickstarter에서 크라우드 펀딩 캠페인을 통해 프로젝트를 위해 당초 목표인 25만 달러의 거의 10배인 240만 달러를 모금했다.

오큘러스는 2014년 3월 페이스북에 인수되었다. 이 회사는 2015년 삼성 갤럭시 스마트폰용 기어 VR 액세서리를 출시하기 위해 삼성전자와 협력했다. 2016년 3월, 오큘러스는 리프트 헤드셋의 첫 소비자 버전을 출시했다. 2017년 샤오미가 제작한 오큘러스 고라는 이름의 독립형 모바일 헤드셋을 출시했다. 2019년, 오큘러스 퀘스트(소프트웨어 업데이트 이후 독립형과 PC형 헤드셋으로 모두 동작 가능)로 알려진 고급 독립형 헤드셋과 레노버가 제조한 오리지널 오큘러스 리프트의 후속 제품인 오큘러스 리프트 S를 출시했다. 2020년, 오큘러스 퀘스트 2가 출시되었다.
오큘러스는 2018년 페이스북의 자율 자회사로 운영을 중단하였고, 페이스북 테크놀로지스(Facebook Technologies, LLC)의 브랜드가 되었다. 오큘러스 팀은 나중에 VR과 AR을 전담하는 페이스북의 사업인 페이스북 리얼리티 랩스에 합병되었다. 2021년 10월, 페이스북은 리얼리티 랩스가 페이스북 패밀리 오브 앱스와는 별도로 수익을 보고하기 시작할 것이라고 발표했다. 페이스북은 이후 법인명을 메타로 바꾸겠다고 발표했고, 오큘러스 브랜드는 현재와 기존 제품에서 메타(하드웨어)와 호라이즌(온라인 커뮤니티) 브랜드로 대체됐다.
2020년 10월 이후로 모든 신규 사용자와 페이스북이 제작한 VR 하드웨어 사용자(오큘러스 퀘스트 2를 시작으로)는 헤드셋을 사용하기 위해 페이스북 계정으로 로그인해야 한다. 독립 실행형 오큘러스 계정에 대한 지원은 2023년 1월에 종료될 것으로 발표되었지만, 2021년 10월 "페이스북 계정이 필요 없는 퀘스트 로그인 방법"이 개발되고 있다고 언급되었다. 이 요건은 디지털 프라이버시 문제와 페이스북의 실명 정책 때문에 비판에 직면했고, 페이스북은 유럽연합 일반 데이터 보호 규정(GDPR) 준수에 대한 규제 당국의 우려로 독일 내 모든 오큘러스 제품의 판매를 중단했다.

## 역사

### 창립

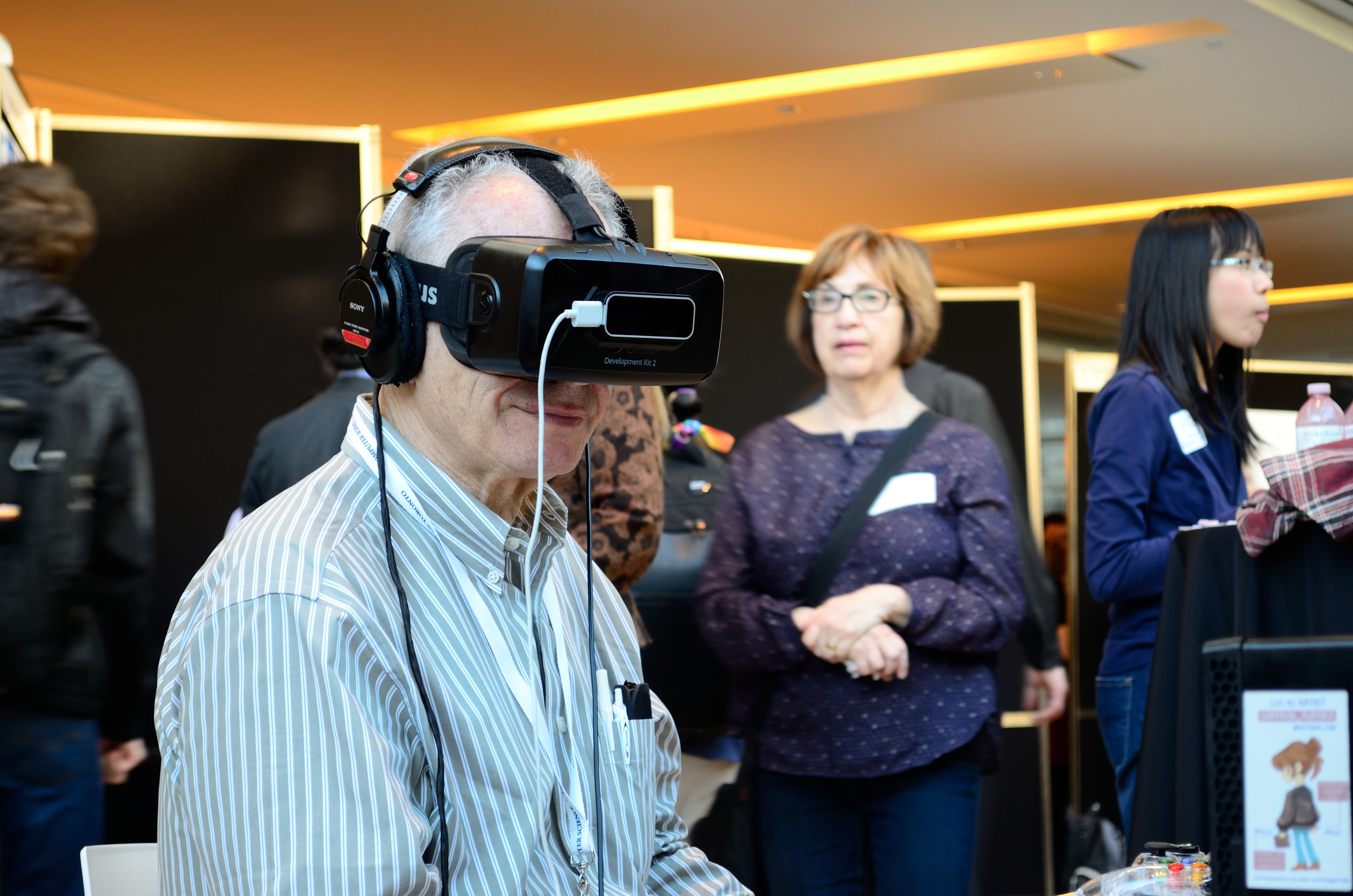
리서치 쇼케이스에서 착용한 Oculus 리프트 DK2(Leap Motion 센서 전면에 부착)

파머 럭키는 서던캘리포니아대학교 창의기술연구소에서 헤드마운트 디스플레이(HMD) 디자이너로서 세계 최대의 HMD 개인 컬렉션을 보유하고 있다는 명성을 얻었으며, MTBS(Mant to See)의 토론 포럼에서 오랜 기간 진행자로 활동했다.
Palmer는 현재 시장에 나와 있는 것보다 더 높은 성능과 게이머들에게 저렴한 VR 헤드셋을 만들어 내는 일련의 새로운 기술을 개발했다. 이 신제품을 개발하기 위해 러키는 스케일폼의 공동 설립자 브렌던 이리브, 마이클 안토노프, 네이트 미첼, 앤드루 스콧 라이스와 함께 오큘러스 VR을 설립했다.
공교롭게도, 이드 소프트웨어의 존 카맥은 HMD에 대한 연구를 하고 있었고, 파머의 개발 과정에서 우연히 발견되었다. 초기 유닛을 샘플링한 후, 카맥은 럭키의 프로토타입을 선호했고, 2012년 E3 직전에 둠 3의 BFG 에디션이 헤드 마운트 디스플레이 유닛과 호환될 것이라고 발표했다.
컨벤션 동안, 카맥은 파머의 오큘러스 리프트 프로토타입을 기반으로 한 덕트 테이프로 된 헤드 마운트 디스플레이를 선보였다. 이 유닛은 고속 IMU와 5.6인치(14cm) LCD를 특징으로 하며, 눈 위에 위치한 듀얼 렌즈를 통해 볼 수 있어 90도 수평 및 110도 수직 입체 3D 투시도를 제공한다. 카맥은 나중에 오큘러스 VR의 최고 기술 책임자로 고용되면서 이드 소프트웨어를 떠났다.

### 오큘러스 리프트와 회사를 위한 자금 지원

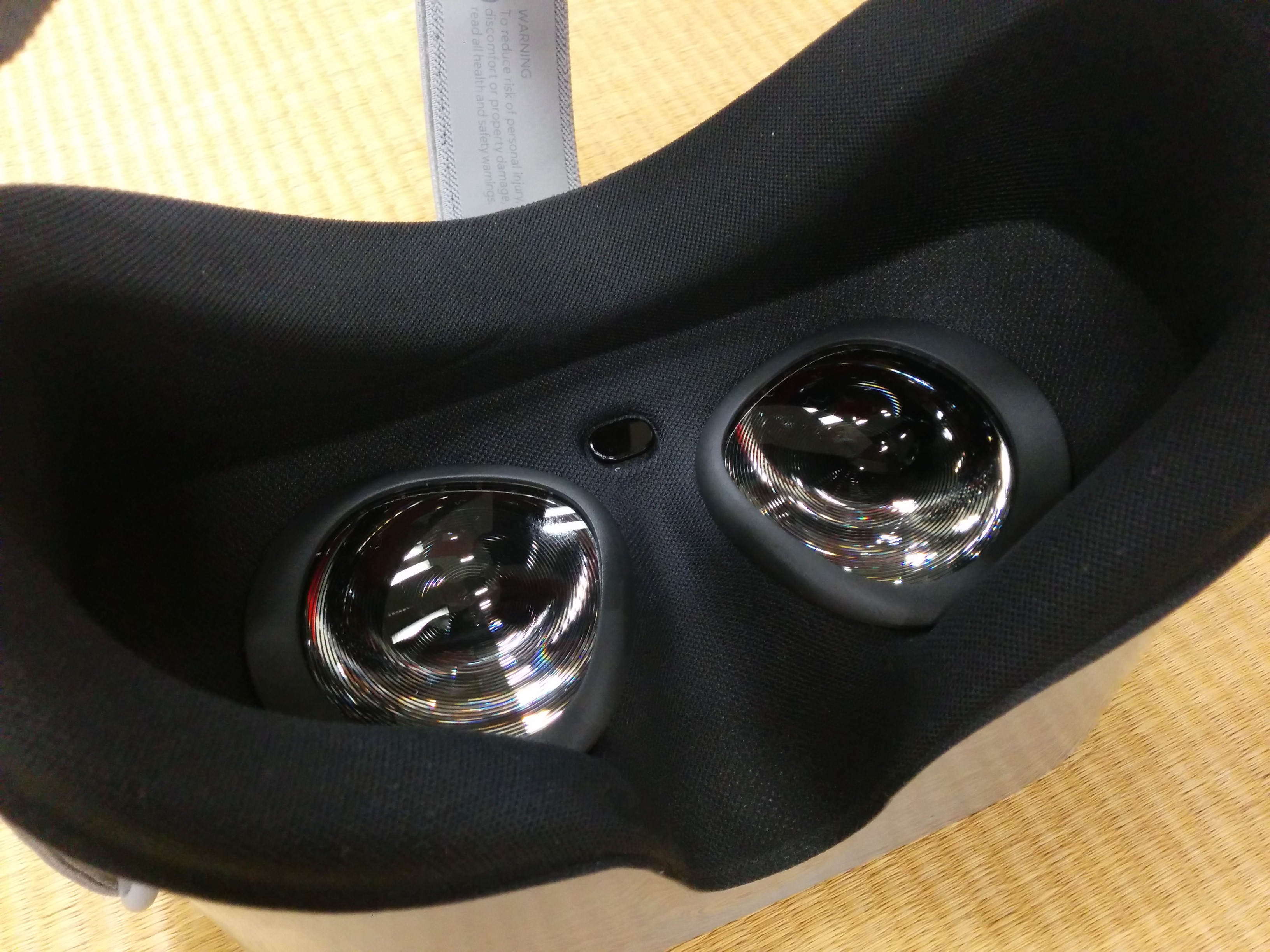
Oculus 헤드셋 내부의 렌즈

2012년 6월 E3에서 오큘러스 리프트 프로토타입이 시연되었다. 2012년 8월 1일, 회사는 제품을 더 개발하기 위한 킥스타터 캠페인을 발표했다. 오큘러스는 오큘러스 리프트의 "dev kit" 버전이 킥스타터에 300달러 이상을 약속했던 후원자들에게 보상으로 주어질 것이라고 발표했다.
또한 한 달 전에 선적될 275달러 이상의 계약서를 위한 조립되지 않은 리프트 프로토타입 키트 100개가 한정적으로 출시되었다. 두 버전 모두 둠 3 BFG 에디션을 포함하기 위한 것이었으나 리프트 지원이 게임 내에서 준비되지 않았기 때문에 이를 보완하기 위해 스팀이나 오큘러스 스토어에 대한 할인 바우처를 선택할 수 있었다. 발표 후 4시간 만에 오큘러스는 25만 달러를 확보했고, 36시간도 안 돼 캠페인은 100만 달러를 돌파했다.
2013년 12월 12일, Marc Andreessen은 그의 회사인 Andreessen Horowitz가 7500만 달러의 시리즈 B 벤처 자금 지원을 이끌었을 때 회사의 이사회에 합류했다. 오큘러스 VR은 크라우드 펀딩을 통해 240만 달러를 모금하여 총 9100만 달러를 모았다.

## 같이 보기
- 밸브 인덱스